# 1013 до н. е.

## Події
- Ассирія: цар Ашшур-рабі II сходить на трон.